# XPeng G9
Le XPeng G9 est un SUV routier cinq places 100 % électrique produit par le constructeur automobile chinois XPeng à partir de 2022.

## Présentation
Le G9 est dévoilé en novembre 2021 lors du salon de l'automobile de Guangzhou et il est officiellement lancé en Chine au troisième trimestre 2022. Le G9 est le premier produit de XPeng à être imaginé et conçu dès le départ pour les marchés nationaux chinois et internationaux.
Il est commercialisé en France en mai 2024. C'est le premier XPeng à être vendu dans le pays.

## Caractéristiques techniques

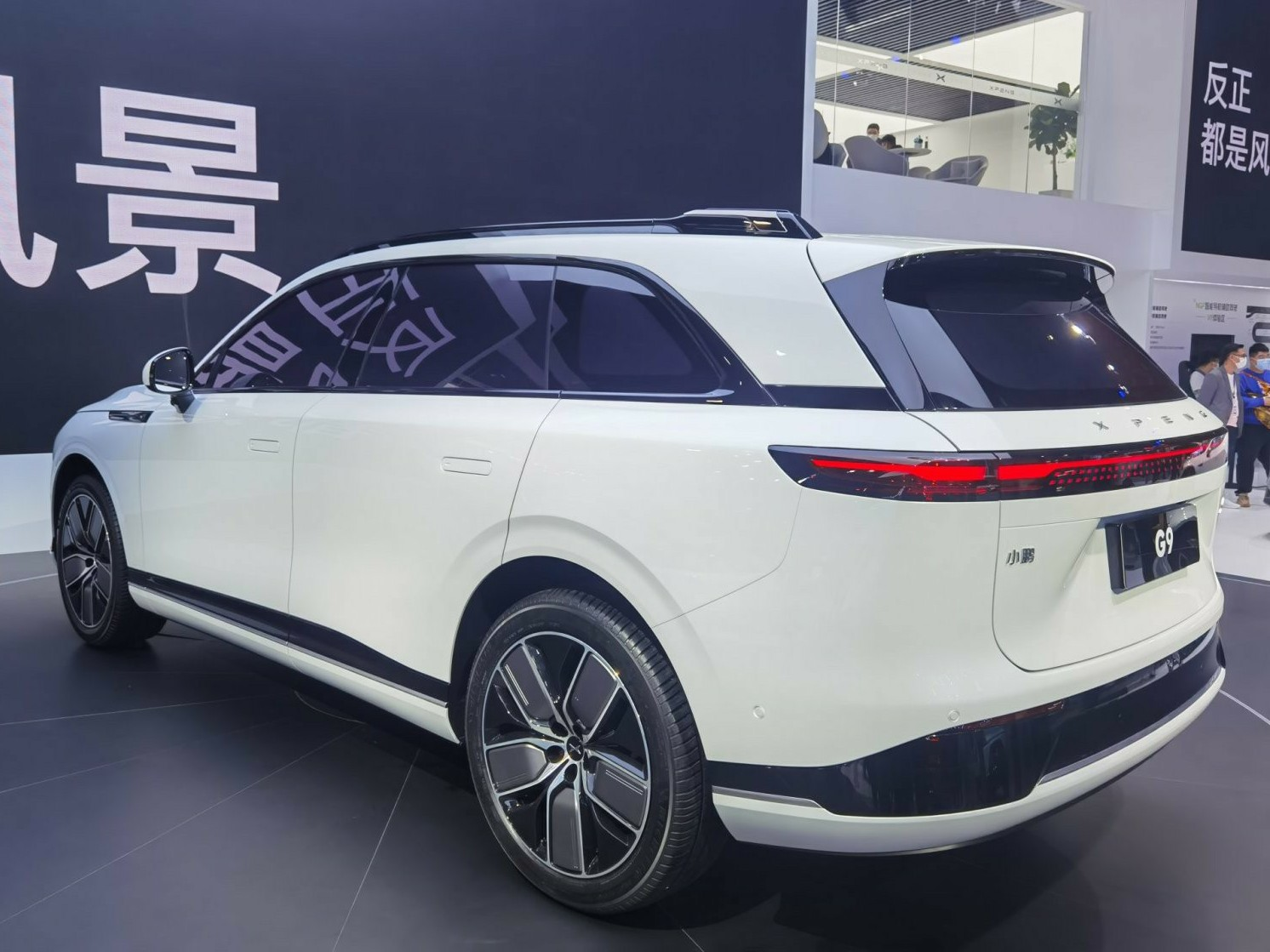
XPeng G9, vue du quart arrière gauche.

Le XPeng G9 est le quatrième produit de XPeng, après le crossover compact G3, la berline intermédiaire P7 et la berline compacte P5. Le G9 est conforme aux normes de conception de sécurité, ayant obtenu cinq étoiles dans le cadre des programmes d'évaluation des nouvelles voitures en Chine et dans l'Union européenne, ainsi que les normes de certification des véhicules pour l'Union européenne connues sous le nom de European Whole Vehicle Type Approval, faisant de ce véhicule le premier modèle de XPeng à être conçu pour les marchés étrangers. Le G9 répond également aux exigences de protection de l'environnement de l'Union européenne, avec un taux de réutilisation de plus de 85% et un taux de recyclage dépassant 95%, selon XPeng,.
Le XPeng G9 est équipé de l'architecture électronique et électrique centralisée de XPeng et du système avancé d'aide à la conduite (ou SAAC) Xpilot 4.0. Le G9 est basé sur la plate-forme SiC de XPeng dédiée au véhicule électrique, ce qui le rend compatible avec les compresseurs X-Power de nouvelle génération de XPeng pour charger jusqu'à 124 miles en 5 minutes via une architecture de 800 volts. Le G9 est construit sur deux systèmes avec une puce NVIDIA DRIVE Orin capables de 508 000 milliards d'opérations par seconde et qui offre des capacités d'intelligence artificielle qui peuvent être continuellement mises à niveau à chaque mise à jour en direct. Le G9 utilise une caméra frontale de 8 millions de pixels et des caméras de 2,9 millions de pixels pour couvrir les côtés gauche et droit du véhicule ainsi que les vues avant et arrière, avec des capteurs lidar intégrés dans les phares.
Le XPeng G9 a été développé en utilisant la même plateforme technique que la XPeng P7, pour cette raison, l'empattement des deux voitures sera très similaire, entre 3 et 3,10 mètres. Plus précisément, le XPeng G9 vise à directement concurrencer des modèles tels que le Tesla Model Y, le NIO ES6 et le Li One de Li Auto.

## Motorisations
|                                           | XPeng G9                                 | XPeng G9                                 | XPeng G9                                                     |
| Autonomie standard                        | Autonomie étendue                        | Performance                              |                                                              |
| ----------------------------------------- | ---------------------------------------- | ---------------------------------------- | ------------------------------------------------------------ |
| Moteur                                    | Arrière : synchrone à aimants permanents | Arrière : synchrone à aimants permanents | Avant : à induction Arrière : synchrone à aimants permanents |
| Puissance maximale ch (kW)                | 313 (230)                                | 313 (230)                                | Avant : 238 (175) Arrière : 313 (230)                        |
| Couple maximal (N m)                      | 430                                      | 430                                      | Avant : 287 Arrière : 430                                    |
| Vitesse maximale (km/h)                   | 200                                      | 200                                      |                                                              |
| 0-100 km/h (s)                            | 6,4                                      | 6,4                                      | 3,9                                                          |
| Transmission                              | Propulsion                               | Propulsion                               | Intégrale                                                    |
| Masse à vide (kg)                         |                                          |                                          |                                                              |
| Batterie                                  |                                          |                                          |                                                              |
| Type                                      | Lithium-fer-phosphate (LFP)              | Lithium-Nickel-Manganèse-Cobalt (Li-NMC) | Lithium-Nickel-Manganèse-Cobalt (Li-NMC)                     |
| Capacité brute (kWh)                      | 77,2                                     | 98                                       | 98                                                           |
| Capacité utile (kWh)                      | 75,8                                     | 93,1                                     | 93,1                                                         |
| Autonomie (WLTP) (km)                     | 460                                      | 570                                      | 520                                                          |
| Poids (kg)                                |                                          |                                          |                                                              |
| Tension nominale (V)                      |                                          |                                          |                                                              |
| Puissance maximale de charge              |                                          |                                          |                                                              |
| en courant alternatif monophasé (AC) (kW) | 7,4                                      | 7,4                                      | 7,4                                                          |
| en courant alternatif triphasé (AC) (kW)  | 11                                       | 11                                       | 11                                                           |
| en courant continu (DC) (kW)              | 260                                      | 300                                      | 300                                                          |
| Temps de recharge                         |                                          |                                          |                                                              |
| sur une prise domestique                  |                                          |                                          |                                                              |
| sur une Wallbox 3,7 kW (AC)               |                                          |                                          |                                                              |
| sur une Wallbox 11 kW (AC)                | 9 heures (5 à 100 %)                     | 11 heures (5 à 100 %)                    | 11 heures (5 à 100 %)                                        |
| sur une borne 22 kW (DC)                  |                                          |                                          |                                                              |
| sur une borne 300 kW (DC)                 | 20 minutes (10 à 80 %)                   | 20 minutes (10 à 80 %)                   | 20 minutes (10 à 80 %)                                       |